# مگس‌گیر بوته‌ای جنوبی
مگس‌گیر بوته‌ای جنوبی (نام علمی: Sublegatus modestus) گونه‌ای از پرندگان تیرهٔ ژیان‌مرغ است. در آرژانتین، بولیوی، برزیل، پاراگوئه، پرو و اروگوئه یافت می‌شود. زیستگاه‌های طبیعی آن جنگل‌های خشک نیمه‌گرمسیری یا گرمسیری، جنگل‌های جلگه‌ای نمناک نیمه‌گرمسیری یا گرمسیری و بوته‌های خشک نیمه‌گرمسیری یا گرمسیری است.